# Хокей на траві на Літній універсіаді 2013 — жіночий турнір
Жіночий турнір із хокею на траві на літній Універсіаді відбувся з 7 липня по 15 липня 2013 року у Казані, Росія.

## Попередній раунд
| Команда        | І | В | Н | П | ОН | ОП | РО | О |
| -------------- | - | - | - | - | -- | -- | -- | - |
| Південна Корея | 3 | 3 | 0 | 0 | 11 | 2  | +9 | 9 |
| Росія          | 3 | 1 | 1 | 1 | 6  | 6  | 0  | 4 |
| Японія         | 3 | 1 | 0 | 2 | 6  | 7  | −1 | 3 |
| Білорусь       | 3 | 0 | 1 | 2 | 3  | 11 | −8 | 1 |

| 9 липня 2013 16:00                                                        |      |              |                                              |
| Південна Корея                                                            | 5-1  | Білорусь     | Судді: Івона Макар (CRO) Юнко Вагацума (JPN) |
| Парк Кі-Ю 14' · Чо Юн-Джі 22', 70' · Кім Йонг-Юн 43' · Хан Хью--Ліянг 52' | Звіт | Міхейчик 44' | Судді: Івона Макар (CRO) Юнко Вагацума (JPN) |

| 9 липня 2013 19:45                               |      |                          |                                        |
| Росія                                            | 3-2  | Японія                   | Судді: Ана Феєс (POR) Лім Мі-Сук (KOR) |
| Шабурова 16' · Свєженцева 39' · Гончеревська 45' | Звіт | Міцхаші 4' · Ічітані 23' | Судді: Ана Феєс (POR) Лім Мі-Сук (KOR) |

| 10 липня 2013 13:30                               |      |          |                                               |
| Японія                                            | 4-0  | Білорусь | Судді: Наталія Ковальова (RUS) Ана Феєс (POR) |
| Хіґума 23' · Нішімура 35' · Озава 57' · Сакай 62' | Звіт |          | Судді: Наталія Ковальова (RUS) Ана Феєс (POR) |

| 11 липня 2013 13:30            |      |              |                                              |
| Південна Корея                 | 2-1  | Росія        | Судді: Юнко Ваґацума (JPN) Івона Макар (CRO) |
| Чо Юн-Джі 12' · Park Ki-Ju 23' | Звіт | Сорокіна 53' | Судді: Юнко Ваґацума (JPN) Івона Макар (CRO) |

| 12 липня 2013 16:00 |      |                                                         |                                               |
| Японія              | 0-4  | Південна Корея                                          | Судді: Наталія Ковальова (RUS) Ана Феєс (POR) |
|                     | Звіт | Ган Гіє-Ліонг 5', 22' · Чо Юнк-Йонг 40' · Чо Юн-Джі 47' | Судді: Наталія Ковальова (RUS) Ана Феєс (POR) |

| 12 липня 2013 18:00           |      |                             |                                             |
| Росія                         | 2-2  | Білорусь                    | Судді: Юнко Ваґацума (JPN) Лім Мі-Сук (KOR) |
| Саламатіна 42' · Сорокіна 51' | Звіт | Міхейчук 59' · Сираєжка 64' | Судді: Юнко Ваґацума (JPN) Лім Мі-Сук (KOR) |

## Фінальний раунд

### Матч за 3-є місце
| 14 липня 2013 16:00           |      |               |                                                 |
| Японія                        | 3-1  | Білорусь      | Судді: Наталія Ковальова (RUS) Лім Мі-Сук (KOR) |
| Наґай 66', 67' · Нішімура 69' | Звіт | Кулінковіч 2' | Судді: Наталія Ковальова (RUS) Лім Мі-Сук (KOR) |

### Матч за 1-е місце
| 14 липня 2013 18:15                                                      |      |       |                                         |
| Південна Корея                                                           | 5-0  | Росія | Судді: Ана Феєс (POR) Івона Макар (CRO) |
| Парк Сунг-А 5' · Ган Гіє-Ліонг 9' · Кім Йонг-Юн 30', 37' · Чо Юн-Джі 39' | Звіт |       | Судді: Ана Феєс (POR) Івона Макар (CRO) |

## Фінальне розташування
| Місце | Час            | Рахунок |
| ----- | -------------- | ------- |
| 1     | Південна Корея | 4-0-0   |
| 2     | Росія          | 1-1-2   |
| 3     | Японія         | 2-0-2   |
| 4     | Білорусь       | 0-1-3   |